# Beania cupulariensis
Beania cupulariensis är en mossdjursart som beskrevs av Osburn 1914. Beania cupulariensis ingår i släktet Beania och familjen Beaniidae. Inga underarter finns listade i Catalogue of Life.